# Véra (nouvelle d'Anton Tchekhov)
Pour les articles homonymes, voir Vera.
Véra (en russe : Верочка) est une nouvelle de l'écrivain russe Anton Tchekhov parue en 1887.

## Historique
Véra est initialement publiée dans la revue russe Temps nouveaux, numéro 3944, du 21 février 1887, sous le pseudonyme d' « An Tchekhov ». Aussi traduit en français sous le titre Verotchka.

## Personnages
- Ivan Alexeïévitch Ogniov : fonctionnaire, âgé de 29 ans, célibataire sans attache sentimentale, envoyé de Saint-Pétersbourg en mission dans la province russe.

- Gavrilov Kouznetsov : vieillard, notable local chez qui loge parfois Ivan Ogniov.

- Véra Gavrilovna Kouznetsov : fille du précédent, 21 ans, fille effacée, rêveuse et très belle.

## Résumé
Un soir du mois d'août. 
Ivan Ogniov, jeune fonctionnaire, est sur le point de quitter la petite ville de province où il a été envoyé au printemps pour recueillir des statistiques. Alors qu'elle avait disparu pendant les adieux d'Ogniov, Véra Kouznetsov, la fille de son hôte, rejoint le fonctionnaire au moment où celui-ci se met en route. Elle lui propose de le raccompagner « jusqu'au bois ». Un brouillard cotonneux est tombé.
Pendant le trajet, Véra lui avoue son amour en pleurant. Leurs destins vont se jouer pendant ces quelques minutes où ils sont seuls. Ivan repousse son amour, il n’est pas prêt, il ne le sera jamais.

## Éditions
: document utilisé comme source pour la rédaction de cet article.
- (ru) А.П. Чехов, Рассказы, Léningrad, Художественная литература, coll. « Ленинградское отделение »,‎ 1978, 384 p., « Верочка »

- Anton Tchékhov (trad. Édouard Paraire, préf. Claude Frioux), Œuvres, t. II : Récits (1887-1892), Paris, Gallimard, coll. « Bibliothèque de la Pléiade », octobre 2008 (1re éd. 1970), 1016 p. (ISBN 978-2-07-010550-2), « Véra »